# Hercegszántó
Hercegszántó (kroatiska: Santovo, serbiska: Сантово) är en ort (by) i provinsen Bács-Kiskun i södra Ungern. Orten har 1 634 invånare (2024), på en yta av 68,55 km². Den ligger vid gränsen till Serbien, cirka 25,5 kilometer söder om Baja.
Den romersk-katolska kyrkan i Hercegszántó byggdes 1752. I orten finns även ett serbiskt-ortodoxt tempel, uppfört år 1900. Vid folkräkningen 2011 betecknade sig 83,1 % av invånarna som ungrare, 15,5 % som kroater, 4,0 % som serber och 1,9 % som tyskar.

## Kända personer från Hercegszántó
- Flórián Albert, ungersk fotbollsspelare